# 第二次哈爾科夫戰役
第二次哈爾科夫戰役（俄语：Вторая битва за Харьков，由威廉·凱特爾命名）是第二次世界大戰蘇德戰爭中的一場戰役，發生於1942年5月12日至5月28日，苏方称之为第一次哈尔科夫进攻战役或哈尔科夫灾难（俄语：Харьковская катастрофа）。由於蘇聯紅軍在冬季的成功反攻，德意志國防軍自莫斯科周圍被逐退，同時蘇軍也耗盡了其後備力量，因此苏军决定奪回哈爾科夫來擴大戰果，鞏固其戰略主動權。
1942年5月12日，由谢苗·康斯坦丁诺维奇·铁木辛哥所指揮的蘇軍自冬季反攻時形成的「巴芬柯柏突出部」(俄语：Барвенковский выступ)向德國第6軍團發動攻勢。蘇軍在攻勢進行之初有成功的跡象，但隨後即被德軍強力的反擊而潰敗。由於蘇軍參謀人員以及最高統帥约瑟夫·斯大林误判了德國第6軍團的實力，同時也高估了己方新整訓部隊的實力，戰鬥經驗較豐富的德軍得以自苏军戰線上的兵力空隙處繞過，完成其鉗形攻勢，將蘇軍包圍殲滅。

## 背景

### 東線局勢
1942年2月下旬，蘇聯的冬季反攻將德軍自莫斯科大門前擊退，並在南線也收復了羅斯托夫，但自身同時也消耗了極大的力量。最後，雙方因為自軍傷亡慘重而稍作歇息，戰線暫時歸於穩定。
史達林深信德軍在經歷紅軍的反攻後，戰力已至強弩之末，於1942年春或夏季將會崩潰，並在1941年11月7日就曾於演說中表達此看法。因此，史達林決定在春季於東部戰線上德軍的脆弱處發動新的攻勢。 
史達林的決定遭到其高級幕僚們的反對，包括蘇聯紅軍參謀長鮑里斯·沙波什尼科夫、亞歷山大·華西列夫斯基及格奧爾吉·朱可夫將軍，他們皆主張應採取防禦態勢。當時華西列夫斯基對史達林的主張表示：「是的，我們當然希望能這麼作（指將德軍預備隊消耗光），但現實情況遠比我們想像的要严峻得多。」然而據朱可夫所言，史達林相信德軍有能力執行兩個以上的戰略進攻作戰，因此認為，若蘇軍於春季開始時發動全線攻勢，可以在德軍再度展開對莫斯科進攻前打亂其佈署。儘管紅軍將領們希望史達林能謹慎行事，但後者最終還是決定試著以奇襲的方式，對德軍發動局部性攻勢。

### 戰略的選擇
在冬季攻勢結束後，無論史達林及苏联最高统帅部均相信德軍的最終攻擊目標為莫斯科，並將同時對南方發起一道攻勢，如同去年的巴巴羅薩行動和颱風行動。蘇軍認為德軍雖已在莫斯科戰敗，但面對該城的70個德軍師仍是一大威脅。此外，史達林、大部份將領和方面軍司令員判斷德軍仍會進攻莫斯科，由於去年冬季攻勢成功的鼓勵，史達林相信此區最適宜發動攻勢來削弱德軍的力量，令其以另一項作戰來進攻莫斯科的成功率降低。雖然起初史達林同意將紅軍採取「積極戰略防禦」的策略，但之後又下令擬出自波羅的海到黑海的戰線上發動七次局部攻勢的計畫，其中一個目標就是哈爾科夫，預定在3月執行該作戰。
該月上旬，在頓巴斯的羅斯托夫戰略攻勢行動與巴爾文科沃-洛佐瓦亞戰略攻勢行動成功後，蘇軍最高統帥部下令西南戰略指導司令部準備於該區發動攻勢。戰事於該月開始，謝苗·康斯坦丁諾維奇·鐵木辛哥元帥及基里爾·莫斯卡連科中將沿在哈爾科夫以東的北頓涅茨克河滲透德軍防線。激烈的戰鬥直到4月，莫斯卡連科成功地渡河，並建立了一個脆弱的伊久姆橋頭堡。戰區南面的情況則是，蘇聯第6軍團取得有限地成功、抵擋了德軍的攻擊，設法在河的東岸建立了一個橋頭堡。這些戰果得到了史達林的注意，並制定攻勢順序，攻勢目標先後是巴甫洛格勒、锡涅利尼科沃，最終指向哈爾科夫以及波爾塔瓦。
3月15日，蘇聯將領們開始制定向哈爾科夫發動進攻的計畫，並預想要集結一支強大的預備隊。3月20日，鐵木辛哥在庫皮揚斯克召開會議，討論即將發動的攻勢。儘管仍有些重要情報有所爭議，但隨後仍由鐵木辛哥的參謀長—霍夫漢內斯·巴格拉米揚中將向莫斯科發出會議內容的結論。蘇軍不斷於巴尔文科沃及沃爾昌斯克集結兵力直到5月初。最後，剩下史達林、總參謀部及由鐵木辛哥領導的西南戰略指導司令部於整個3和4月份討論其細節。4月17日，蘇聯最高統帥部發出了其中一道最終決定的作戰指令。

## 攻勢準備

### 蘇軍戰鬥序列

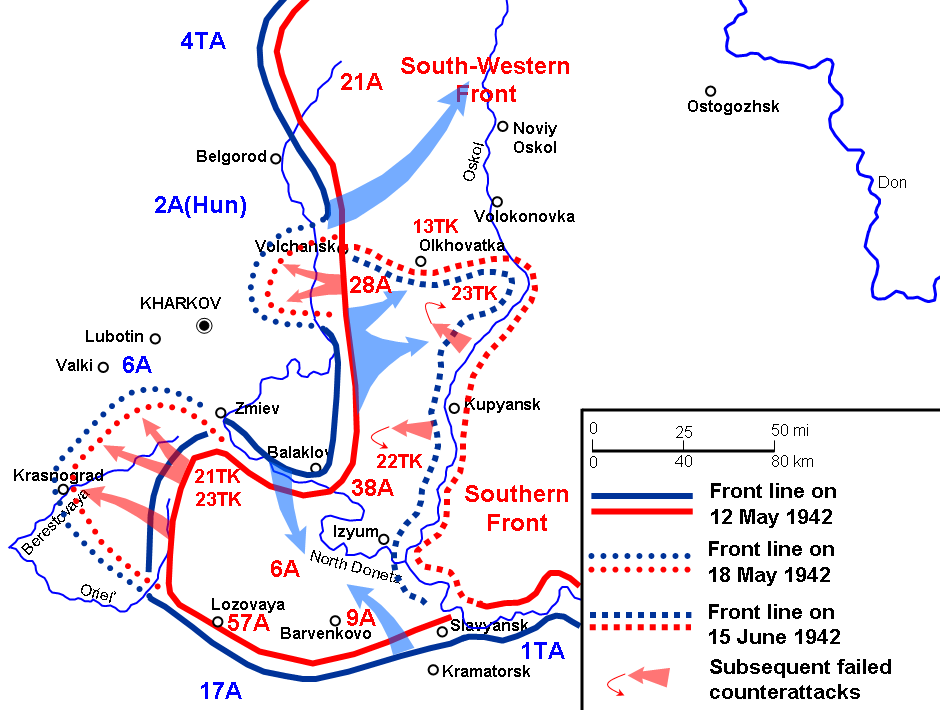
哈尔科夫攻势

時至1942年5月11日，紅軍已集結了6個軍團组建了兩個方面軍和其它單位準備進攻；西南方面軍下轄蘇聯第21、第28、第38和第6軍團，同日第21戰車軍已成功與第23坦克軍會合，增加了269輛額外的戰車兵力，還有三個獨立步枪師及隸屬第270步枪師的一個獨立步枪團集中在這地區，另外有第2騎兵軍在波格達諾夫卡提供支援；南方面军則下轄第57及第9軍團，共有三十個師、一個獨立步枪旅，另外還有第24坦克軍、第5騎兵軍及三個近衛步枪師的增援。南方面軍戰力可在戰線上每公里就佈署11門火炮或迫擊砲。
重組部隊的地區進入了無路季節，指每到固定季節時地面因春季融雪而產生的爛泥，造成車輛難行的情況），泥土變成泥漿及阻延了對南方面軍和西南方面軍的增援，一些蘇軍高層代表更關注方面軍司令員對自己方面軍低劣管理、缺乏能力發動攻勢及他們不切實際的用兵術，而華西列夫斯基在自己的回憶錄中亦有指出這些。因為重組在非常混亂情況下進行，德軍已收到少量蘇軍在其戰線上行動的警號，第38軍團司令莫斯科連卡勇敢地指出事實：方面軍沒有在基于重组活动实施任何伪装行动以隱瞞意圖，这也就顯示出方面軍在管理上的低劣表現。他事後批評说，对这次的行动计划被法西斯德军指揮官預料到完全不应感到吃惊。

### 蘇軍領導能力及人力
蘇軍的最高指揮官是謝苗·康斯坦丁諾維奇·鐵木辛哥元帥，是曾參加第一次世界大戰及俄國内戰富有經驗的軍人。雖然鐵木辛哥在一年前的斯摩棱斯克戰役中表现不佳，但他在之後在冬季反攻中於羅斯托夫取得了胜利，并在該戰役開始前的春季攻勢中在哈爾科夫地区也取得了一些成果。監察軍隊行動的軍事政治委員是尼基塔·赫鲁曉夫。 
但是，一般的蘇聯士兵沒有太多作戰經驗。前一年胜利的莫斯科保卫战此时显现出了灾难性的后果，前一年相当多的兵源已經在莫斯科战役中陣亡、受傷或被德軍俘虜——只在莫斯科戰役中苏军就承受了接近1,000,000人的傷亡。因此，當時的紅軍士兵大多只是刚刚征召，很少或沒有作戰經驗，在西南方面军中有实战经验的单位甚至只有一个步兵师。除了缺乏受過訓練的士兵外，紅軍的後勤補給也在不断恶化，補給物資十分缺乏。之前大部份蘇聯工業區已落入德軍手中，因此之前苏联方面流行的教條是臨時戰略防禦。
參謀總長華西列夫斯基元帥認識到1942年的蘇聯紅軍仍然无法承受高训练度的德軍發動的大規模攻勢，因为此时紅軍尚未對國防軍形成在數量上及素質上所必須的優勢，其军官队伍从上到下均仍在1941年的大敗后的重建當中。但是他們的想法仍然十分懷舊及基於蘇軍在1942年的春季攻勢而分析出來，及再往後看例如1942年10月的小土星行動及在1944年5月的塔古弗魯莫斯戰役。

### 德軍的準備

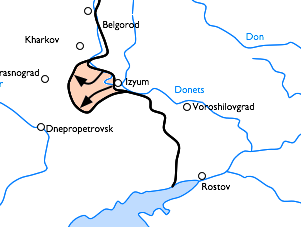
1942年5月東部戰線示意圖，伊斯猶姆包圍圈地區以紅危顯示

但是蘇軍不知道的是，新近赴任的德國第6軍團司令的弗里德里希·保盧斯上將已在1942年4月30日發出命令實施弗里德里庫斯行動。該行動是要求德軍使用協同力量切斷在蘇軍於3月及4月的春季攻勢中所形成的伊斯猶姆突出部內的蘇軍，4月30日最后宣布的命令要求第6軍團在5月18日展开攻势。
德軍大規模加强了其德國南方集團軍，調派曾在巴巴羅薩行動及颱風行動中指揮德國中央集團軍的費多爾·馮·博克元帥指揮南方集團軍。1942年4月5日，阿道夫·希特勒發出第41命令，指出南方是這年內德軍的主要行動目標，從其它戰線的抽調部隊，南方集團軍的師團將在4月底至5月初補充足額，其戰略目標在埃里希·馮·曼施坦因的德國第11軍團在克里米亞取勝後得到說明。中心目標是高加索和附近的油田，第二目標是史達林格勒。
计划中在4月实施的弗里德里庫斯行動让德军第6軍團得到了更多的加强。而蘇軍不知道的是，德军也正为在哈尔科夫地区实施一次进攻战役而进行大规模重组。當5月10日提交弗里德里庫斯行動的最後草稿時，保盧斯已擔心蘇軍發動進攻，此时铁木辛哥所面对的德軍已经作了向高加索进军的充分準備。

### 德军战斗序列
- 哈尔科夫周边（德國第6軍團）：
  - 第29軍：在哈爾科夫以北的別爾哥羅德附近
  - 第18軍：切列梅奇諾耶附近，別爾哥羅德和哈爾科夫之間
  - 第51军：靠近哈爾科夫以東的楚古耶夫到哈爾科夫以南的斯米耶夫
  - 第8軍：來自哈爾科夫西南的斯米耶夫

- 南方集團軍的南部地區由德國第17軍團和第1裝甲軍團防禦。以下編隊加入了第6集团军右翼：
  - 羅馬尼亞第6軍：佔領了突出部的東部
  - 第11軍：在西南突出部的巴夫洛格勒附近
  - 第3军：在斯捷潘諾夫卡，在南部突出部前面
  - 第52军和第44军：在斯拉維揚斯克地區
- 第17軍團的其他編隊佔據了前線直至亞速海的区域

## 攻勢開始

### 最初階段
紅軍在1942年5月12日早上6時30分展開攻擊，先進行一個小時的密集炮轟及對德軍防線實施二十分鐘的空襲，地面攻勢從早上7時30分在沃爾昌斯克及巴爾文科沃展開鉗形攻勢。蘇軍在德軍防線上遭到猛烈抵抗，在敵軍空襲、炮轟及地面上防禦工事前進展緩慢。戰鬥非常激烈，苏军不得不将预备队投放到进攻梯队后方，以便随时将其投入战斗。戰事在尼伯特里卡亚村特別激烈，德軍在當地發動了三次局部反攻。日終時，蘇軍最多前進了10公里。莫斯卡连科记录到，蘇軍戰地指揮官得依靠分析德军预备队单位的数量才最终确定敌方为两个师，而不是計劃中預計的一個，這顯示出蘇軍的的偵察低劣和先期情報失誤。事實上，發現到一位陣亡德軍將軍的日記已顯示出德軍已預先知道蘇軍在該區的行動，同在当日，保盧斯在勸說下已派出三個德軍步兵師及一個裝甲師負責防守哈爾科夫。这一天蘇軍基本沒有什麼進展，只有在左翼部隊取得較大成功，而其它地區則仍然緩慢及遭到一些挫折，博克警告保盧斯不可以在沒有空中支援的情況下立即展開反攻，然而在沃爾昌斯克的由沃爾特·海茨中將指揮的德國第8軍防線被數個蘇軍坦克旅突破後他不得不改变想法，因为這裡距離哈爾科夫只有12英里，對德軍做成很大威脅。

### 最初的成功

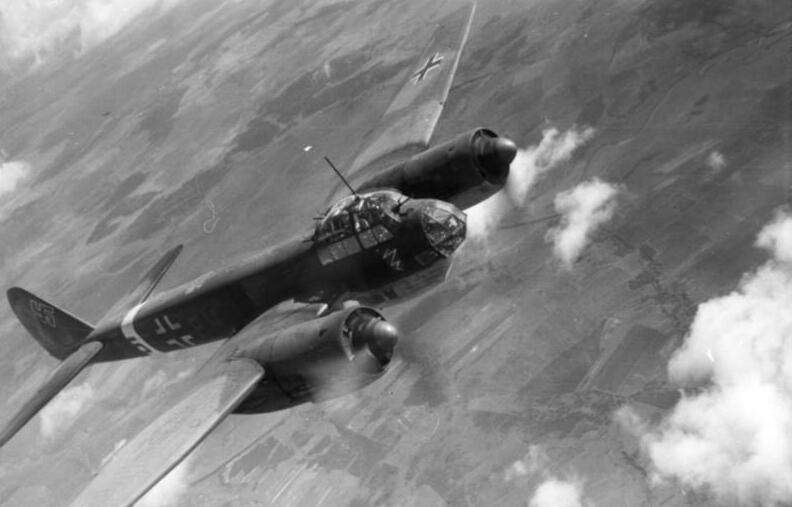
1942年南俄罗斯的容克斯88战斗机

德國第6軍團在最初72小時陷入災難，軍團在豪雨及泥濘中作戰，共有16個营被擊潰，雖然德軍仍然發動一些局部反攻，但保盧斯多次要求暫停行動。雖然到5月14日蘇軍已经取得了不错的进展，但德軍在一些地區的行動已令蘇軍進展遲緩，數個被削弱的蘇軍師團已從戰鬥中撤出，只有當作預備隊的蘇軍坦克可用作阻止德軍反攻，更多使鐵木辛哥懊惱的是，德軍的估計損失只是很少；例如德軍第3及第23裝甲師估計只損失了35至70輛坦克。
希特勒立刻要求德國空軍实施支援，此时最近的可用单位正处于克里米亚半岛支援针对塞瓦斯托波尔的进攻。德国空军的密接空中支援亦開始擊退了蘇軍的進攻，參戰部隊如第38軍團被迫轉入防禦。5月14日德軍在北面繼續局部反攻以打擊蘇軍防線，而德國空軍亦在哈爾科夫一帶取得制空權，令鐵木辛哥將其空中力量前移以有效地對付德國空軍第4航空隊。蘇軍繼續投入兵力、避免小規模的戰役及改變進攻方向，但是面對德軍持續的抵抗及局部反攻，蘇軍的攻擊動力逐漸衰竭特別是在敵人的猛烈空襲下，當日日终時，蘇聯第28軍團亦未能繼續對德軍防線的進攻。
讽刺的是，南翼的蘇軍反而没有像北翼的突击集群那样糟糕，事實上他們在頭三天取得了巨大的成功，深深的突入德軍的防線。雖然在南線的戰鬥亦很激烈，蘇軍击溃了德軍出于关键位置几个营，这些营包括附庸國的部隊如一些匈牙利單位。但是南翼進攻部隊的成功是因為苏军早期在北线的突破迫使德軍將預備隊集中在北面，因此只有有限的兵力在南面防守。希特勒在5月14日對保羅·路德維希·埃瓦爾德·馮·克萊斯特上將作出指示，命令德國第1裝甲軍團主動进行一個大膽的反攻，这也就为弗里德里庫斯行動定了调子。

### 攻勢的第二階段
5月15日至5月16日蘇軍在北翼又发动一轮进攻，结果是遇到了与戰役開始頭三天相同猛烈的抵抗。德軍的支撑点在苏军进攻之下岿然不动。蘇軍的主要问题在于缺乏重型火炮。这就让苏军最终也没法攻克精心加固的工事。其中一個例子是在特尔诺瓦亚的防守，當地的德軍坚决拒絕蘇軍提出的投降要求。苏军的进展十分艰苦，当日在平均推進了5公里後北线的攻势就被迫停止，翌日重新展開之攻勢被德軍的坦克的反攻所阻滞，疲倦的蘇軍已经难以防御对方有组织的反突击。此时苏军的南翼仍在取得成功，跟之前數天的情況差不多，不过蘇軍面對德國空軍越来越多的空袭。德軍方面在这一天全力在两个方向上坚守、實施小型進攻。德军不断从南方调来预备队，其中包括從克里米亞抽調數個飛行中隊。而本來已渡過巴爾文科沃河的蘇軍第150步枪師的拙劣的战术选择也使得南翼突击集群无法有效地扩展突破口。

### 德國第1裝甲軍團的反攻

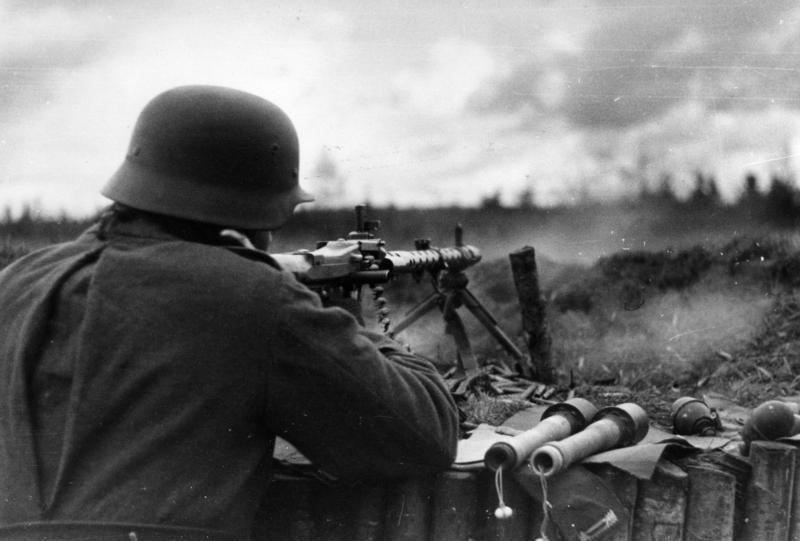
手持MG 34的德军士兵

5月17日，德军成功夺回主动权，當日克萊斯特的第3裝甲軍及第44軍從南面亞歷山德羅夫斯克的巴爾文科沃橋頭堡開始反攻，在空軍的大力支援下，克萊斯特擊潰了蘇軍及在進攻的第一天前進了10公里，當另一些蘇軍被調動向前以增援支離破碎的前線時，很多蘇軍單位在當晚被派往周邊以作整編。同一天，鐵木辛哥向莫斯科報告該變動、報告當日的戰敗情況及要求增援，華西列夫斯基嘗試獲得批准撤退但被史達林拒絕。
5月18日，情況进一步恶化，蘇聯最高統帥部建議暫停進攻，并命令第9軍團實施突圍，鐵木辛哥及赫魯曉夫表示來自德意志國防軍的克拉瑪托爾斯克集團的威脅被夸大了，史達林于是再次拒絕撤退。
5月19日，基於博克的命令，保盧斯已從北面的梅列法發動進攻以包圍在伊斯猶姆突出部的蘇軍。此时史達林才授權朱可夫停止進攻及避開德軍的側翼部隊，但為時已晚。 很快地德軍成功突破蘇軍的防線。5月20日的戰況沒有改變，但德軍封鎖包圍圈，更多的德軍師團投入戰鬥，蘇軍的數次反擊被粉碎，令德軍可向前推進。雖然鐵木辛哥在5月21日重整，他仍然在5月22日日終時命令哥坦高集團軍撤退，而他在5月23日準備由第9及第57軍團發動進攻，雖然蘇軍嘗試避開進攻的德軍及實施局部反攻以救援被圍的部隊，但行動歸於失敗。5月24日日終時，蘇軍在哈爾科夫的守軍已被德軍包圍，而德軍亦能夠轉調數個師團到前線，增加對蘇軍側翼的壓力及最終將其擊潰。

### 包圍圈中的蘇軍

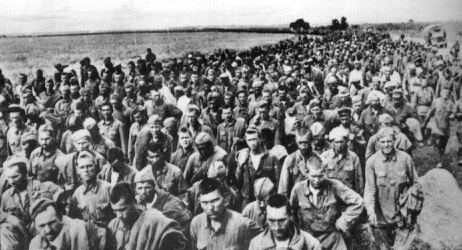
在戰役中被俘的蘇軍士兵 (大衛·朗格林， Kharkov 1942)

5月25日蘇軍首次嘗試突圍，德軍的胡貝特·蘭茨將軍描述這次可怕而全體一致的進攻。到5月26日，生還的蘇軍士兵被驱赶到大約15平方公里的區域内，蘇軍從東面突破包圍圈的嘗試被德軍的頑強抗擊及其空中力量所阻止。试图逃出德军包围圈的苏军步兵和坦克集群都被第77突击大队的Ju 87所摧毁。面對德軍決定性的行動，鐵木辛哥在5月28日正式命令停止進攻，但實施突圍的行動仍然持續至5月30日。只有不到十分之一的蘇軍從“巴爾文科沃陷阱”中逃出。安東尼·比弗在書本中透露蘇軍共有240,000人被俘 (其中包括大量的裝甲部隊)，大衛·朗格林表示蘇軍共傷亡大約207,000人(陣亡及被俘)， 但大家均同意德軍只付出很少的傷亡代價，大約有20,000德軍士兵陣亡、受傷及失蹤。除了傷亡外，哈爾科夫战役也让苏军遭受重大挫折，該戰役亦結束了蘇軍自從冬季攻勢及較小型的春季攻勢以來令人驚訝的勝利。

## 分析及結論

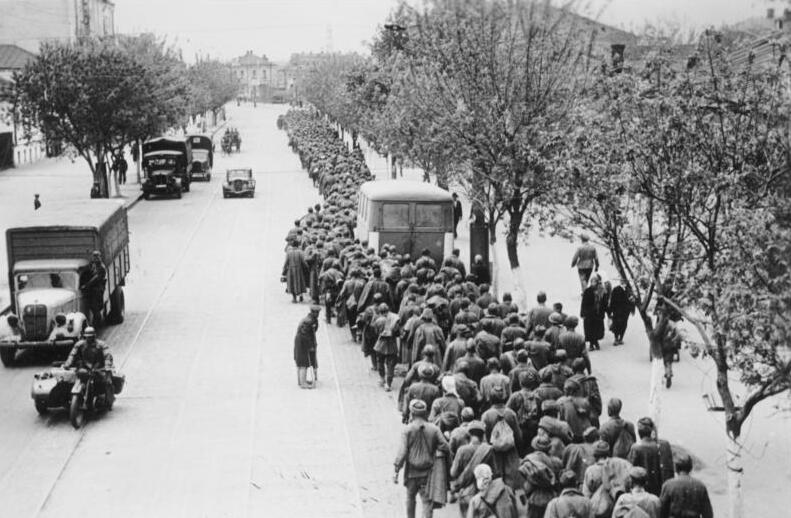
被俘的苏军士兵

很多作者已嘗試指出蘇軍在第二次哈爾科夫戰役崩潰的原因，數位蘇軍將領已指責蘇聯最高統帥部及史達林在經歷1941年－1942年冬季及1942年春季的胜利后低估了德军的实力。在持这一观点的人中，朱可夫在其回憶錄中總結到，这次行動的失敗是可以完全預見的，因為攻勢的准备阶段就十分糟糕，德軍反攻突破伊斯猶姆突出部侧翼的風險在地圖上也显示的明明白白。 朱可夫在其回憶錄中亦表示，蘇軍戰敗最大責任是史達林的錯誤，他低估德軍在西南戰區（而非莫斯科戰區）的威脅，因而未能逐步集中任何戰略預備隊以對抗德軍可能的威脅，加上史達林不接納其參謀長的有見地的建議，当时他建議在西南戰區建位有力的防線以能夠抗擊任何德軍的進攻。
除此之外，蘇軍下級將領(特別是西南方面軍將領)希望繼續其在冬季取得的成功，而且就像德国的将领们一样大大低估了敌人。正如第38軍團司令基里爾·莫斯卡連科指出的，蘇軍的冬季攻勢削弱了德意志國防軍，但沒有消滅他們，他引用一名不知道姓名士兵的話：「這些法西斯份子会在冬眠過來再度起來。」
史達林的意願消耗了最近组建的集团军，他們缺乏訓練及裝備，這令他們誤解紅軍其支援單位的戰力及令德軍相信有能力成功防守及作出反攻，這在之後導致史達林格勒戰役的藍色行動中已得到證明，雖然在該行動中保盧斯面對一個完全不一樣的情況。
哈爾科夫戰役已證明蘇軍有成功發動攻勢的能力，這戰役是其中一例證明蘇軍嘗試阻止德軍的夏季攻勢，這被蘇聯最高統帥部在計劃和實施火星行動、天王星行動及小土星行動可顯露出來，雖然在三次行動中只有兩次取得勝利，但已證明蘇軍有能力倒轉戰爭進程，最終在1943年7月爆發的庫爾斯克戰役後被確定。第二次哈爾科夫戰役亦對史達林帶來正面影響，他開始更多相信其指揮官及參謀長（例如容許參謀長最终决定方面軍指揮官的人选）。在1937年的大清洗、未能預料1941年的戰爭及在1942年低估德軍的戰力後，史達林終於相信其軍方。相反，希特勒則不信任其軍官，最終在1942年9月將德國陸軍參謀長弗朗茨·哈爾德撤職。
回顧這場戰役，紅軍戰敗的序幕及德軍成功地收集有關蘇軍動向的情報在該戰役中佔了一個重要的角色。蘇軍在北面的低劣表現及缺乏來自蘇聯最高統帥部及方面軍司令部的情報，最終亦令攻勢招致失敗，雖然表現低劣，但令紅軍改變其戰術，雖然並非完美，但仍然帶來戰爭的勝利。

## 資料來源
1. 1 2  Glantz (1995), p. 295
2. 1 2 3  Moskalenko, p.218
3. 1 2 3  Glantz (1998), p. 218
4. 1 2 3 4  Beevor, p.67
5. 1 2 3 4  Hayward 1997, p. 27.
6. ↑  see The memoirs of Field-Marshal Keitel. Edited with an introd. and epilogue by Walter Gorlitz. Translated by David Irving, William Kimber, London (1965)
7. 1 2  Marshal A.M. Vasilevsky, The matter of my whole life, Moscow, Politizdat, 1978, p. 184.
8. ↑  Zhukov 2002, pp. 58-59.
9. ↑  Glantz 2002, pp. 149-150.
10. 1 2  Zhukov, p. 59
11. ↑  Vasilevsky, p. 189
12. 1 2 3 4  Glants, David M., Kharkov 1942:  Anatomy of a Military Disaster.  PP. 21-37.
13. 1 2  Glants, David M., Kharkov 1942: Anatomy of a Military Disaster, pp. 40 and following.
14. ↑  K.S. Moskalenko, On South-Western direction, Moscow, Science, 1969, p. 188
15. ↑  Vasilevsky, p.193-194
16. ↑  Moskalenko, pp. 193-199
17. ↑  Glants, David M., Kharkov 1942:  Anatomy of a Military Disaster.  p. 34.
18. ↑  Vasilevsky, p. 131-136
19. ↑  A.P. Shickman, Actors of national history, Biographic encyclopedia (entry Timoshenko), Moscow, 1997.
20. ↑  John Erickson, Barbarossa: The Axis and the Allies, Edinburgh Univ. Press, 1998, Table 12.4.
21. ↑  Vasilevsky, p. 186-187
22. ↑  Vasilevsky, p. 187-190
23. ↑  Beevor, Antony, Stalingrad: The Fateful Siege. PP.63-64.
24. ↑  Moskalenko, p.191
25. ↑  Moskalenko, p.197
26. ↑  Moskalenko, p.192
27. 1 2  Beevor, p.65
28. 1 2  Moskalenko, pp. 193-196
29. ↑  Moskalenko, p. 196-197
30. ↑  Moskalenko, pp.195
31. ↑  Moskalenko, pp. 193-194
32. ↑  Glants, David M., Kharkov 1942: Anatomy of a Military Disaster, pp. 35-39
33. ↑  Zhukov, p. 63
34. 1 2 3  Zhukov, p.64
35. 1 2  Zhukov, p. 64-65
36. ↑  Moskalenko, p.213
37. ↑  Moskalenko, p. 198
38. ↑  Moskalenko, p.214
39. ↑  Vasilevsky, p.204
40. ↑  Zhukov, p.90